# Indigofera asperifolia
Indigofera asperifolia är en ärtväxtart som beskrevs av George Bentham. Indigofera asperifolia ingår i släktet indigosläktet, och familjen ärtväxter.

## Underarter
Arten delas in i följande underarter:
- I. a. asperifolia
- I. a. lanceolata
- I. a. macrophylla